# 134180 Nirajinamdar
134180 Nirajinamdar è un asteroide della fascia principale. Scoperto nel 2005, presenta un'orbita caratterizzata da un semiasse maggiore pari a 2,4352603 UA e da un'eccentricità di 0,0814977, inclinata di 13,23514° rispetto all'eclittica.